# アントニン・レーモンド
アントニン・レーモンド（Antonin Raymond, 1888年5月10日 - 1976年10月25日）は、チェコ出身の建築家。フランク・ロイド・ライトのもとで学び、帝国ホテル建設の際に来日。その後日本に留まり、モダニズム建築の作品を多く残す。日本人建築家に大きな影響を与えた。第二次大戦時アメリカの対日戦争協力者でもあった。

## 生涯
父アロイと母ルジーナの間の1男第3子アントニーン・ライマン (Antonín Reimann) としてオーストリア＝ハンガリー帝国（現在のチェコ）クラドノで生まれる。プラハ工科大学で建築を学び、卒業後の1910年にアメリカへ移住。カス・ギルバートの下で働き、1914年には仕事仲間であったノエミ・ベルネッサン（en:Noémi Raymond）と結婚し、1916年にアメリカの市民権を得るとともに姓をレーモンド (Raymond) に改姓する。同年妻ノエミの友人の紹介でフランク・ロイド・ライトの事務所に入所。1918年、第1次世界大戦が勃発すると、アメリカ軍から徴兵され、一旦はライトの下を離れる。大戦終了後、ライトから帝国ホテル設計のための日本行きを打診され、再びライトの下で働くことになる。
1919年、帝国ホテル設計施工の助手としてライトと共に来日。1922年独立し、レーモンド事務所を開設する。ライトの影響が余りに強烈であったため、そこから抜け出すのに苦労したという。聖路加国際病院などの設計をベドジフ・フォイエルシュタイン（Bedřich Feuerstein、オーギュスト・ペレの弟子）と共同で行ったほか、ル・ランシーの教会堂（ペレの代表作）をコピーした東京女子大学礼拝堂を建設した。ペレを介してライトの影響から逃れ、モダニズム建築の最先端の作品を生み出すようになった。その頃の作品に、イタリア大使館中禅寺保養所がある。壁に市松調模様や独特の平面プランニング、日本家屋と欧米生活様式の融合を図ったディテールなどはライト建築との決別を意味する新境地となる。前川國男、吉村順三、ジョージ・ナカシマなどの建築家がレーモンド事務所で学んだ。
上記の通り1916年にアメリカ市民権を取得しているが、第一次世界大戦後にチェコスロバキアが独立を果たすとトマーシュ・マサリク率いる政府を代表する名誉領事に任命された。
1924年、港区赤坂に自邸を建設、「霊南坂の家」として知られる（現存せず）。また、レーモンドは日本に到着するとすぐに長野県軽井沢の存在を知り、事務所のスタッフと夏を過ごすのに完璧な場所だと考え、1933年には別荘「夏の家」を建てた（現存）。以後、日本滞在中は夏を主に軽井沢で過ごすようになる。
1937年に僧院宿舎建設のため、フランス領ポンディシェリ（現インド）へに向かった。その後、日本を取り巻く国際情勢が緊迫悪化したため、アメリカのペンシルベニア州ニューホープに土地を購入し、農家に増改築を施した事務所を構え、当地で10年ほど設計活動に従事した。
第二次世界大戦の際、アメリカ軍少将カーチス・ルメイは焼夷弾の効果を検証する実験のため、ユタ州の砂漠に東京下町の木造家屋の続く街並みを再現した（日本村）。この際、日本家屋の設計をしたのはレーモンドであった。この実験は東京大空襲などで生かされた。自伝には日本への愛情と戦争の早期終結への願いという矛盾に対する苦渋の心境が綴られている。以後、林昌二が自著『建築家林昌二毒本』で取り上げる等、この点につき一部の日本人建築家らから批判を受ける。
第二次世界大戦後の1947年にダム建設予定地の調査のため再度来日。パシフィックコンサルタンツを共同設立するほか、リーダーズダイジェスト東京支社の設計に際して、新たに建築設計事務所を開設。日本住宅公団（加納久朗総裁）のアドバイザーを務めるなど、戦後の日本にモダニズムの理念に基づく作品を多く残した。戦後の事務所では小規模木造住宅の設計で新境地を開いた増沢洵や津端修一などが学び、名前を冠したその「レーモンド設計事務所」は今も存続している。
1951年、港区麻布笄町に2度目の自邸を建てる（復元されたものが現存）。
1950年代半ばにはヤマハ製造の一部のピアノのデザインも手掛けた。
1958年、神奈川県葉山に別荘「海の家」を建てる（現存せず）。1962年、軽井沢に2度目の夏の家兼アトリエ「軽井沢新スタジオ」を建てる（現存）。
1973年、アメリカに帰国し、建築家を引退する。3年後の1976年、ペンシルベニア州ニューホープで死去。88歳。
2007年9月15日-10月21日に神奈川県立近代美術館で「建築と暮らしの手作りモダン アントニン＆ノエミ・レーモンド」と題した回顧展が開かれた。

## 受賞等
- 1952年 - アメリカ建築家協会名誉会員
- 1952年 - 日本建築学会賞作品賞（リーダーズダイジェスト東京支社）
- 1964年 - 勲三等旭日中綬章
- 1965年 - 日本建築学会賞作品賞（南山大学）

## 作品

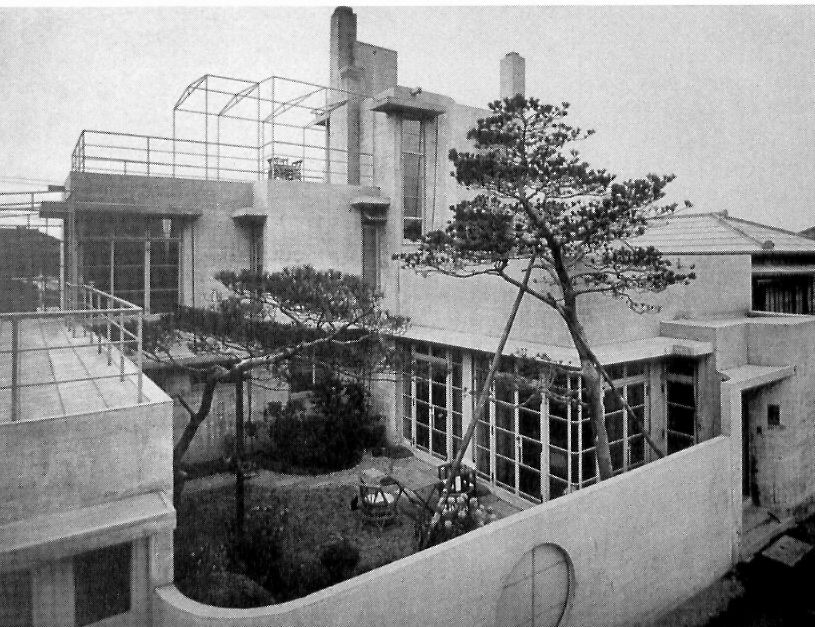
霊南坂の家

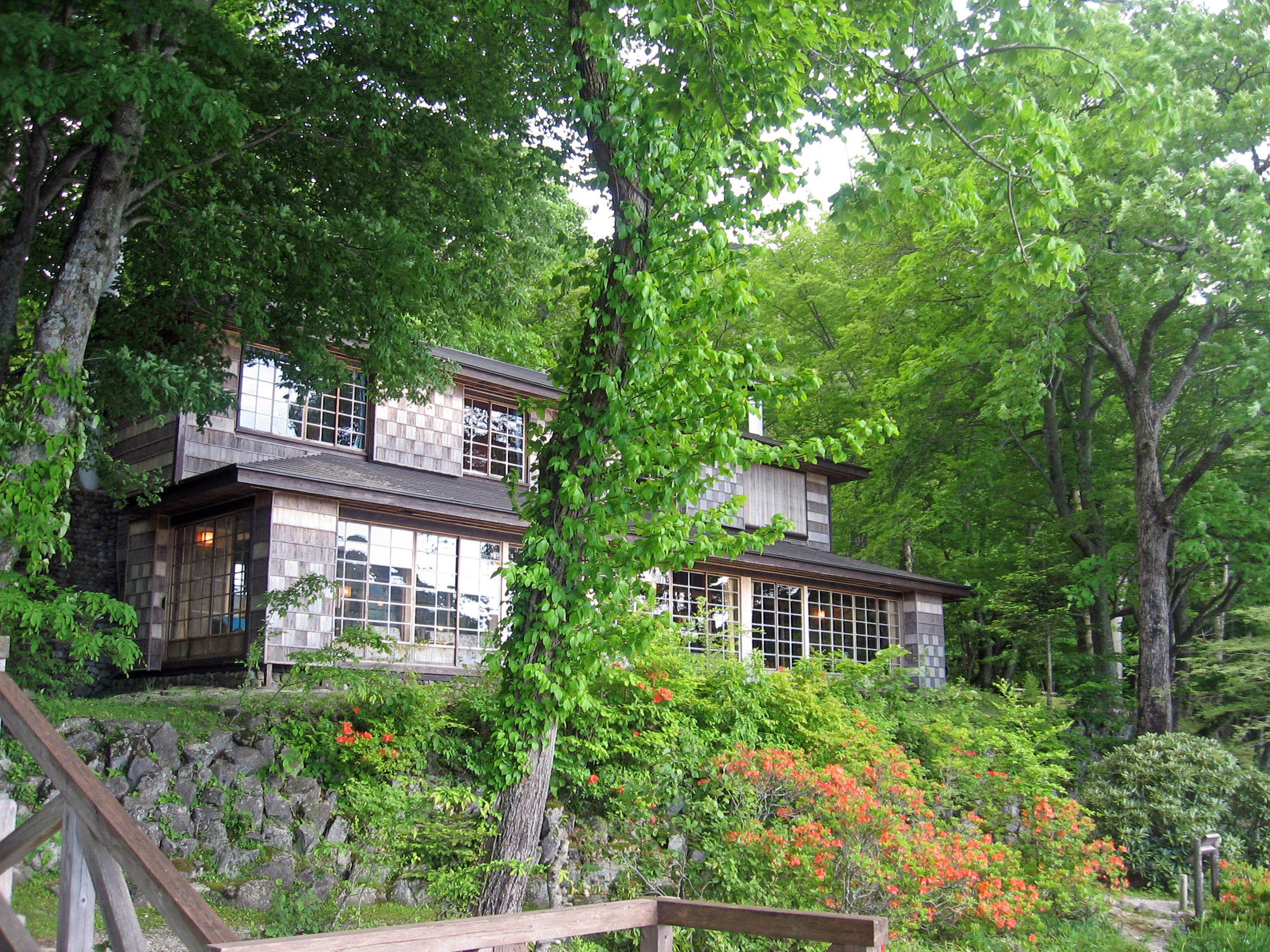
旧イタリア大使館日光別邸

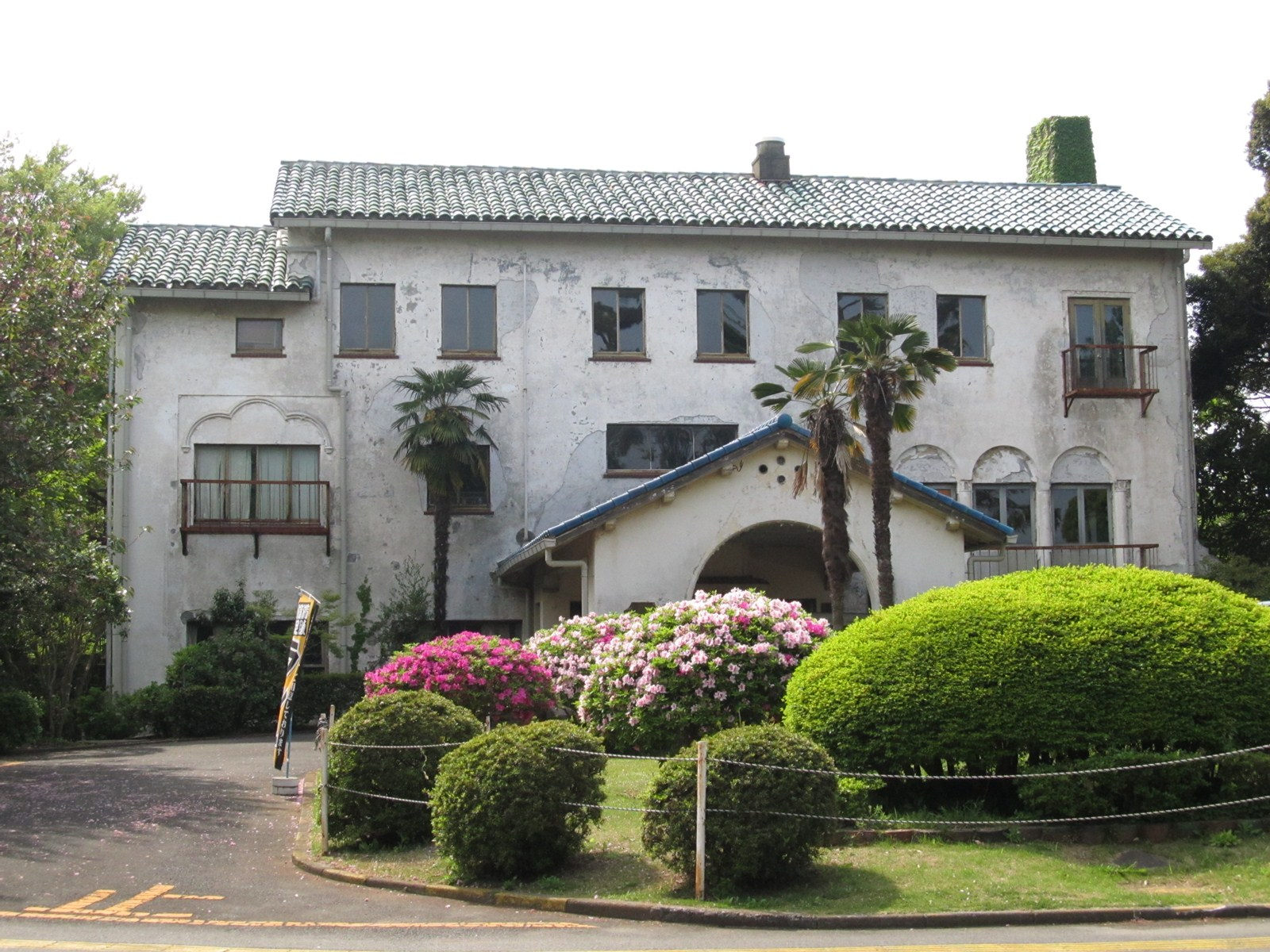
旧：藤沢カントリー倶楽部
クラブハウス

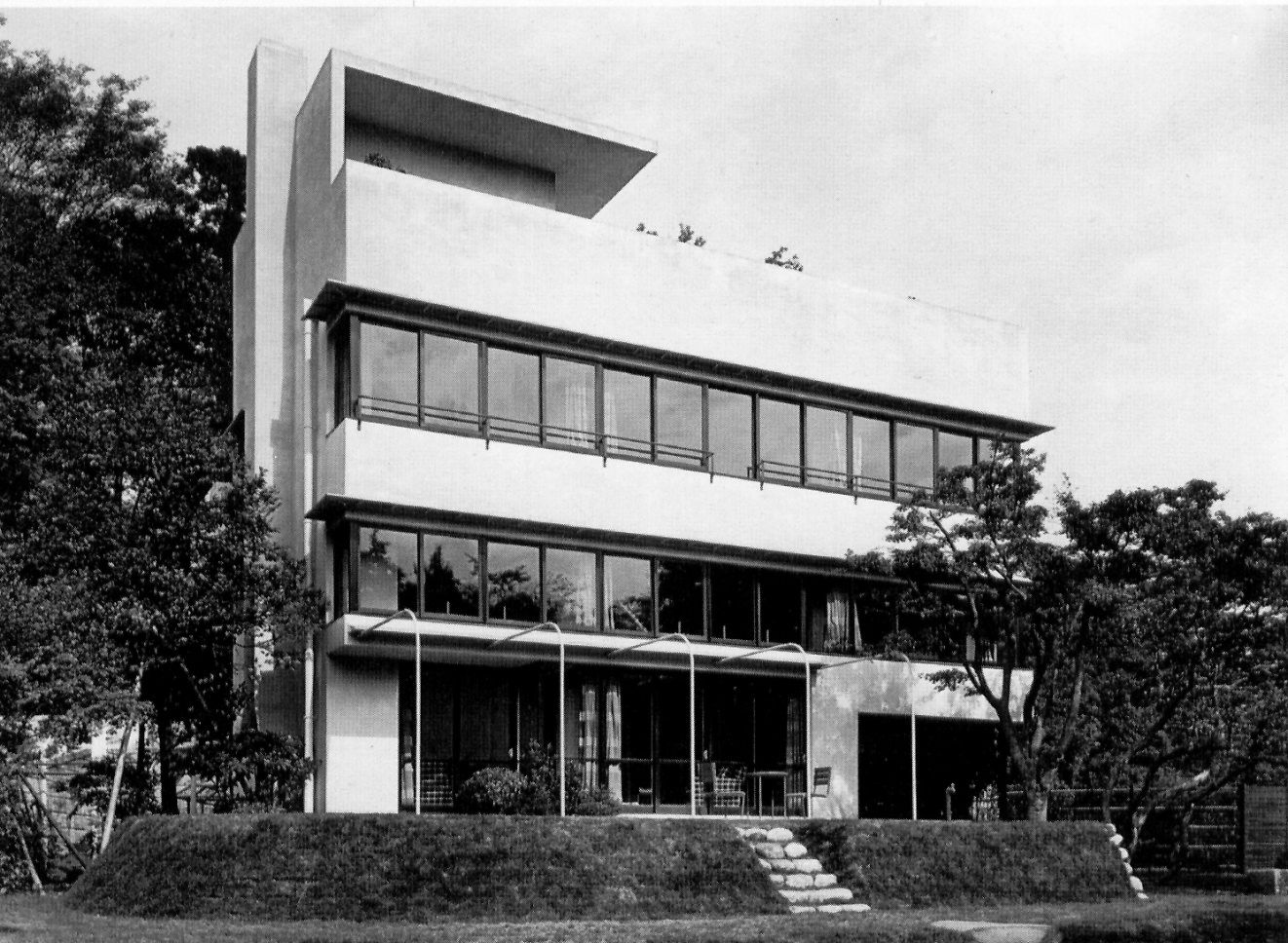
赤星喜介邸

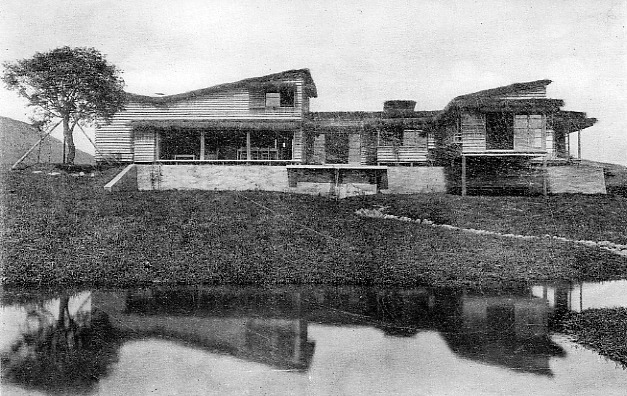
夏の家(1933)

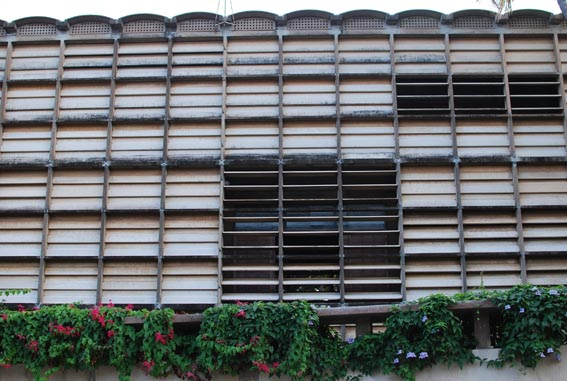
スリ・オーロビンド・ゴーズ僧院宿舎

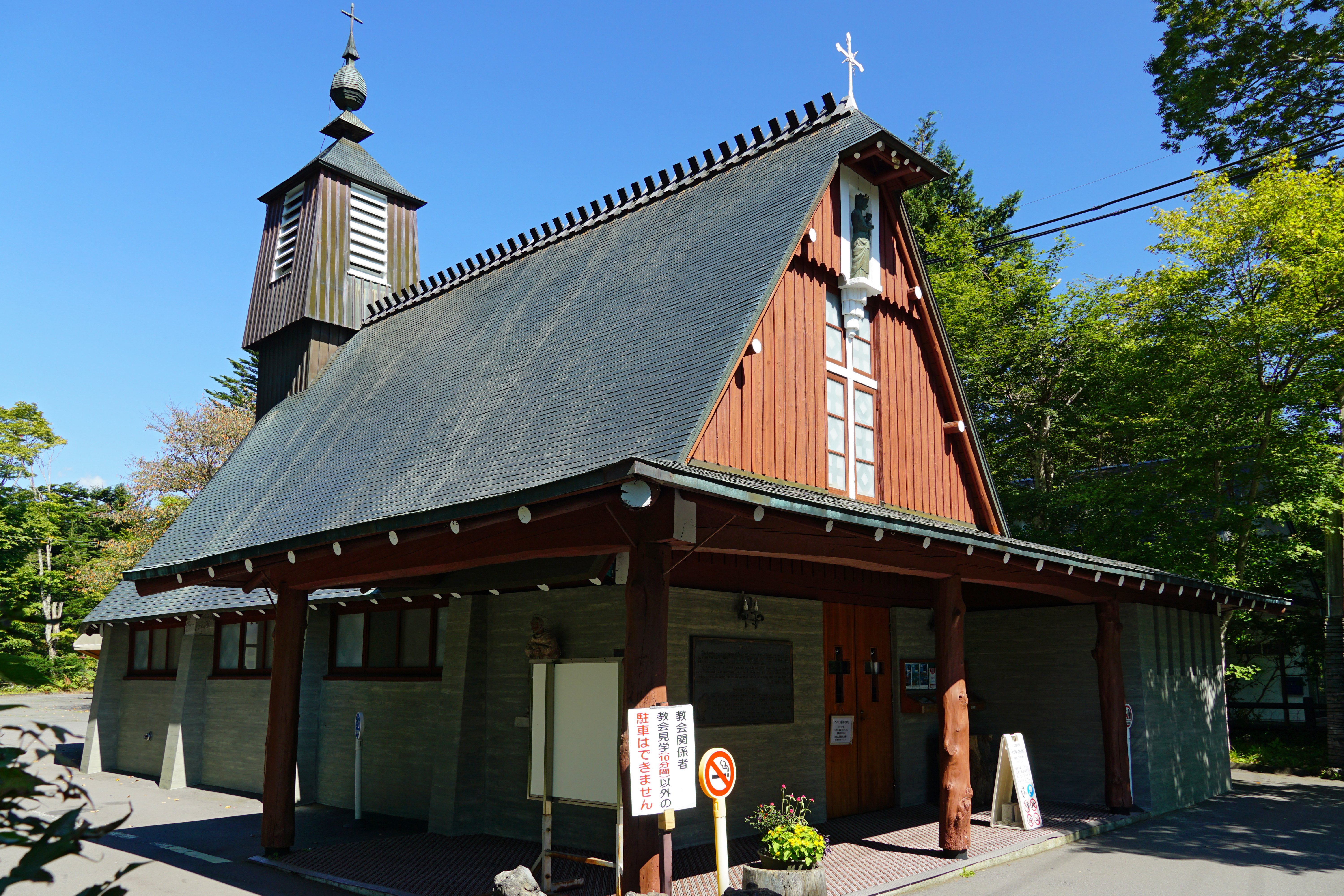
聖ポール教会

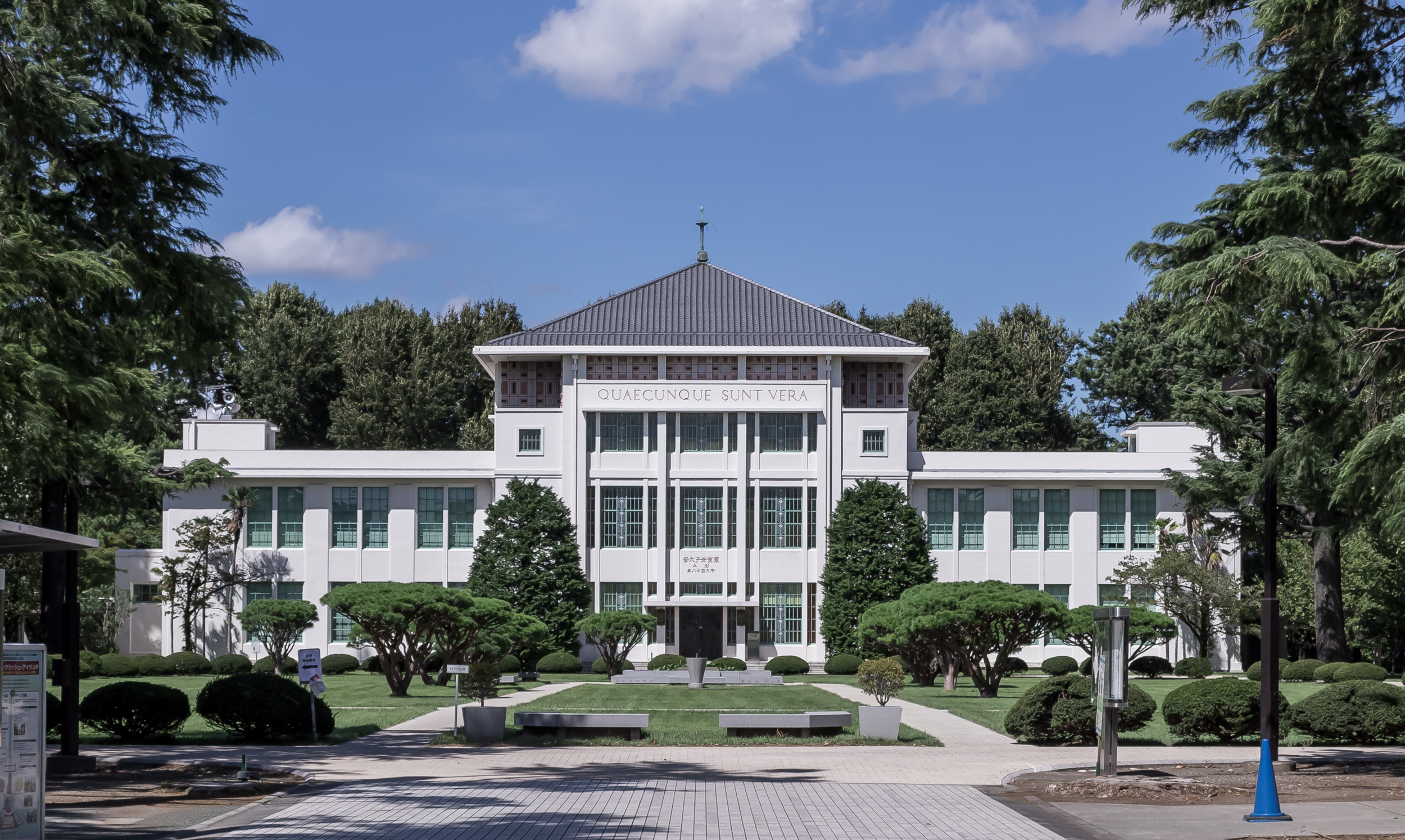
東京女子大学本館

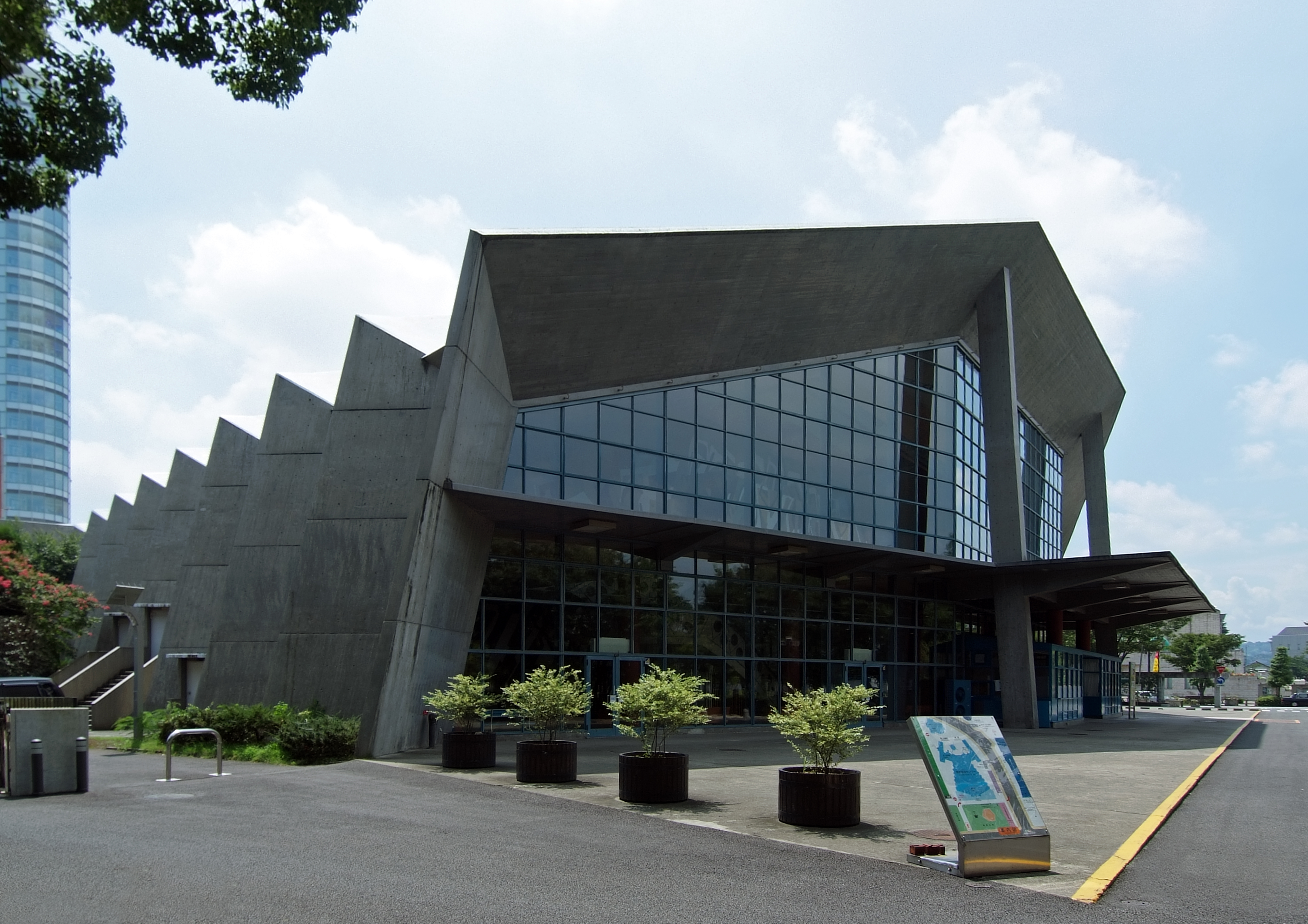
群馬音楽センター

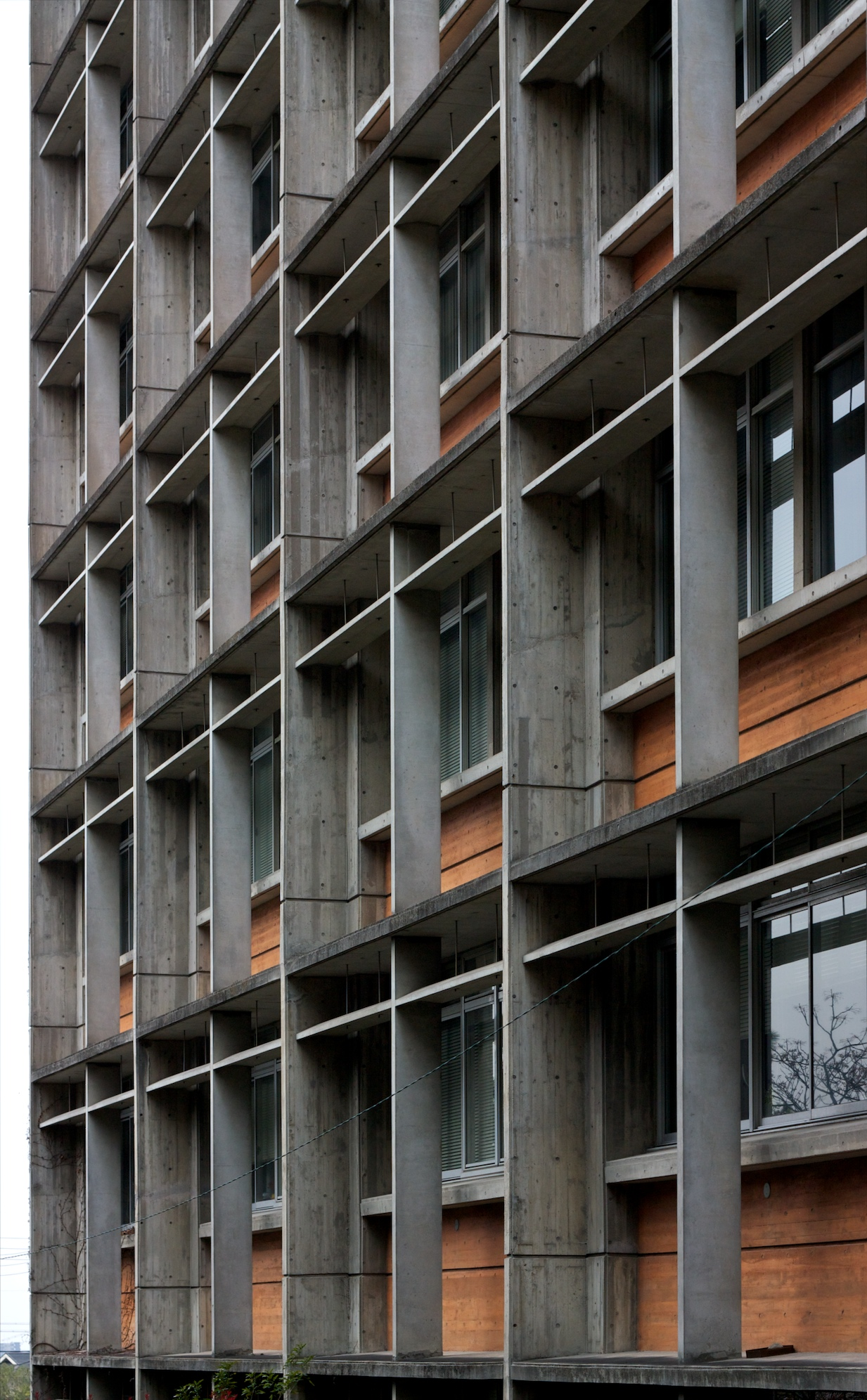
南山大学

所在地は現在の市区町村で表記。
| 名称                                                                                   | 年   | 所在地                           | 国             | 備考 |
| -------------------------------------------------------------------------------------- | ---- | -------------------------------- | -------------- | --- |
| ド・ヴュー・コロンビエ座の劇場                                                         | 1918 | ニューヨーク                     | アメリカ合衆国 | 改造 |
| 千歳幼稚園                                                                             | 1921 | 山形県山形市                     | 日本           | |
| 東京女子大学総合計画                                                                   | 1921 | 東京都杉並区                     | 日本           | |
| 霊南坂の自邸                                                                           | 1923 | 現存せず                         | 日本           | |
| 聖心女子学院 修道院および教室                                                          | 1924 | 東京都港区                       | 日本           | |
| 旧星商業学校                                                                           | 1924 | 東京都品川区                     | 日本           | 現：星薬科大学本館                                                                                               |
| エリスマン邸                                                                           | 1926 | 神奈川県横浜市中区               | 日本           | 元町公園内に移築                                                                                                 |
| ライジングサン石油会社ビル                                                             | 1926 | 神奈川県横浜市中区               | 日本           | |
| 小林聖心女子学院本館                                                                   | 1927 | 兵庫県宝塚市                     | 日本           | 登録有形文化財                                                                                                   |
| 旧ライジングサン石油会社社宅                                                           | 1927 | 神奈川県横浜市中区               | 日本           | 現：フェリス女学院10号館                                                                                         |
| 旧イタリア大使館日光別邸                                                               | 1928 | 栃木県日光市                     | 日本           | |
| 聖路加国際病院                                                                         | 1928 | 東京都中央区                     | 日本           | 装飾のないデザインが不評を買い、建設途中で解雇。残りはJ・V・W・バーガミニーが引き継ぎ完成                        |
| ソヴィエト大使館                                                                       | 1928 | 現存せず                         | 日本           | |
| 旧清心高等女学校                                                                       | 1929 | 岡山県岡山市                     | 日本           | 現：ノートルダム清心女子大学本館・東棟                                                                           |
| トレッドソン別邸                                                                       | 1930 | 栃木県日光市                     | 日本           | |
| アメリカ大使館                                                                         | 1931 | 現存せず                         | 日本           | |
| 旧藤沢カントリー倶楽部クラブハウス                                                     | 1932 | 神奈川県藤沢市                   | 日本           | 現：グリーンハウス                                                                                               |
| 東京ゴルフクラブ                                                                       | 1932 | 現存せず                         | 日本           | |
| 赤星喜介邸                                                                             | 1932 | 東京都品川区                     | 日本           | |
| 聖母女学院                                                                             | 1932 | 大阪府寝屋川市                   | 日本           | |
| 夏の家                                                                                 | 1933 | 長野県軽井沢町                   | 日本           | 現：ペイネ美術館 ル・コルビュジエの計画案を取り入れ、 コルビュジエから盗作の指摘を受けた（後に和解）。重要文化財 |
| 川崎守之助邸                                                                           | 1934 | 現存せず                         | 日本           | |
| 赤星鉄馬邸                                                                             | 1934 | 東京都武蔵野市                   | 日本           | 現：カトリック・ナミュール・ノートルダム修道女会                                                                 |
| 岡別邸                                                                                 | 1934 | 長野県軽井沢町                   | 日本           | |
| 小寺別邸                                                                               | 1934 | 長野県軽井沢町                   | 日本           | |
| 聖ポール教会                                                                           | 1934 | 長野県軽井沢町                   | 日本           | 現：軽井沢聖パウロカトリック教会                                                                                 |
| 東京女子大学礼拝堂・講堂・本館･外国人教師 館・ライシャワー館・安井記念館･東校舎･西校舎 | 1934 | 東京都杉並区                     | 日本           | 登録有形文化財                                                                                                   |
| 岡邸                                                                                   | 1936 | 東京都世田谷区                   | 日本           | |
| トレッドソン邸                                                                         | 1936 | 東京都港区                       | 日本           | |
| 福井菊三郎別邸                                                                         | 1937 | 静岡県熱海市                     | 日本           | |
| スリ・オーロビンド・ゴーズ僧院宿舎                                                     | 1937 | ポンディシェリー                 | インド         | |
| 不二家横浜センター店                                                                   | 1937 | 神奈川県横浜市中区               | 日本           | 2023年に老朽化と耐震性の問題から仮設店舗への移転が決定。建て替え計画あり                                         |
| ニューホープの家                                                                       | 1939 | ペンシルバニア州ニューホープ     | アメリカ合衆国 | |
| トニー・ウィリアムズ邸                                                                 | 1939 | ニュージャージー州フレンチタウン | アメリカ合衆国 | |
| ストーン邸                                                                             | 1940 | ニュージャージー州ランバートヒル | アメリカ合衆国 | |
| カレラ邸                                                                               | 1941 | ニューヨーク州モントークポイント | アメリカ合衆国 | |
| カーソン邸                                                                             | 1944 | ペンシルバニア州ニューホープ     | アメリカ合衆国 | |
| リーダーズダイジェスト東京支社                                                         | 1951 | 現存せず                         | 日本           | |
| 日本楽器ビル・ヤマハホール                                                             | 1951 | 現存せず                         | 日本           | |
| レーモンド自邸（麻布笄町の家）                                                         | 1951 | 現存せず                         | 日本           | これを模範に建設された旧井上房一郎邸（高崎市美術館敷地内）がある                                                 |
| レーモンドホール                                                                       | 1951 | 三重県津市                       | 日本           | 登録有形文化財、旧・三重県立大学図書館、1969年三重大学の移転に伴い現在地に移築                                   |
| 安川電機本社ビル                                                                       | 1953 | 福岡県北九州市八幡西区           | 日本           | |
| カニングハム邸                                                                         | 1954 | 東京都港区                       | 日本           | |
| P.J.ドーランス邸                                                                       | 1954 | 東京都港区                       | 日本           | |
| 原田邸                                                                                 | 1954 | 東京都港区                       | 日本           | |
| 聖アンセルモ目黒教会                                                                   | 1954 | 東京都目黒区                     | 日本           | |
| 森村邸                                                                                 | 1955 | 東京都目黒区                     | 日本           | |
| 聖オルバン教会                                                                         | 1956 | 東京都港区                       | 日本           | |
| 聖パトリック教会                                                                       | 1956 | 東京都豊島区                     | 日本           | |
| 葉山海の家                                                                             | 1958 | 現存せず                         | 日本           | |
| 八幡製鉄レクリエーションセンター                                                       | 1958 | 福岡県北九州市                   | 日本           | |
| 富士カントリークラブ                                                                   | 1958 | 静岡県御殿場市                   | 日本           | 登録有形文化財                                                                                                   |
| 国際基督教大学図書館                                                                   | 1960 | 東京都三鷹市                     | 日本           | |
| イラン大使館                                                                           | 1960 | 東京都港区                       | 日本           | |
| 立教高等学校本館校舎                                                                   | 1960 | 現存せず                         | 日本           | 2000年 立教新座中学校・高等学校本館（高校）校舎となる。2014年解体                                                |
| 群馬音楽センター                                                                       | 1961 | 群馬県高崎市                     | 日本           | |
| 東京聖十字教会                                                                         | 1961 | 東京都世田谷区                   | 日本           | |
| 札幌聖ミカエル教会                                                                     | 1961 | 北海道札幌市東区                 | 日本           | |
| 軽井沢の新スタジオ                                                                     | 1962 | 長野県軽井沢町                   | 日本           | |
| 立教学院聖パウロ礼拝堂                                                                 | 1963 | 埼玉県新座市                     | 日本           | |
| プライス邸                                                                             | 1963 | 現存せず                         | 日本           | |
| H.伊藤邸                                                                               | 1963 | 東京都大田区                     | 日本           | |
| 南山大学総合計画                                                                       | 1964 | 愛知県名古屋市昭和区             | 日本           | |
| 新発田カトリック教会                                                                   | 1965 | 新潟県新発田市                   | 日本           | 2004年日本建築家協会25年賞（一般建築部門大賞）                                                                   |
| もみの木の家（足立別邸）                                                               | 1966 | 長野県軽井沢町                   | 日本           | |
| 立教小学校講堂礼拝堂                                                                   | 1966 | 東京都豊島区                     | 日本           | |
| 神言神学院                                                                             | 1966 | 愛知県名古屋市昭和区             | 日本           | |
| 聖マリア修道女会幼稚園および修道会                                                     | 1967 | 千葉県千葉市                     | 日本           | |
| 上智大学6号館・7号館                                                                   | 1968 | 東京都千代田区                   | 日本           | 7号館のみ現存 |
| 日本競輪学校                                                                           | 1968 | 静岡県伊豆市                     | 日本           | 現・日本競輪選手養成所                                                                                           |
| マースクライン支配人住宅                                                               | 1969 | 神奈川県横浜市中区               | 日本           | |
| 大劇会館ビル                                                                           | 1969 | 熊本県熊本市中央区               | 日本           | |
| 旧吉田邸                                                                               | 1970 | 東京都千代田区                   | 日本           | |
| マースクビル                                                                           | 1973 | 神奈川県横浜市中区               | 日本           | 現：KRCビルディング                                                                                              |
| 熊本空港カントリークラブクラブハウス                                                   | 1975 | 熊本県菊池郡菊陽町               | 日本           | |

## 著書
- 『私と日本建築』SD選書17（鹿島出版会、1967年）
- "ANTONIN RAYMOND An Autobiography" (TUTTLE)、三沢浩訳『自伝』（鹿島研究所出版会、1970年）